# Tremonton
Tremonton – miasto w Stanach Zjednoczonych, w stanie Utah, w hrabstwie Box Elder.